# Forêt de Gouffern
La forêt de Gouffern est située dans le département de l'Orne en région Normandie.

## Géographie
La forêt se divise en deux parties : la forêt de Grande Gouffern  et la forêt de Petite Gouffern, séparées par l'Ure, affluent de l'Orne.
- La forêt de Petite Gouffern (48° 43′ 55″ N, 0° 04′ 58″ E) est séparée entre la forêt domaniale et la forêt privée du pavillon de Gouffern. Elle s'étend sur les communes de Silly-en-Gouffern et d'Almenêches, à quelques kilomètres de la ville d'Argentan. Elle occupe un plateau situé au sud-est des collines boisées de Grande-Gouffern. L'altitude moyenne est de 210 mètres, les pentes sont assez faibles.

La forêt domaniale de Petite Gouffern couvre une superficie de 761,5 hectares.
Se situe à 3 km à l'est, la forêt domaniale du Pin-au-Haras, cadre du Haras national du Pin.
- La forêt de Grande Gouffern (48° 46′ 12″ N, 0° 03′ 07″ E) est un ensemble de collines boisées, marquant une différence entre la plaine de Trun au nord et la plaine d'Argentan au sud. Les eaux se jettent respectivement dans la Dives et dans l'Orne. La forêt domaniale de Grande Gouffern est située seulement sur la partie est de l'ensemble forestier.

Le Bois de Saint-André (Calvados) (48° 51′ 25″ N, 0° 09′ 04″ O) et le Bois de Feuillet, situés au nord-ouest, partagent les mêmes caractéristiques géologiques et ne formaient peut-être autrefois qu'un même territoire avec les forêts de Gouffern, comme en témoigne le nom de l'abbaye de Saint-André-en-Gouffern à La Hoguette.

## Patrimoine naturel
La forêt de Gouffern est en zone naturelle d'intérêt écologique, faunistique et floristique.

## Toponymie
Le nom Gouffern est attesté sous les formes [redditio de] Gulferno en 1068 ; [foresta] Gulfer en 1080 - 1082 ; Gouffernum en 1143 ; [nemus] Guferni en 1152 et 1167 ; [foresta] Gufferni [de Vinaz] en 1171 ; [foresta de] Goffer en 1154 / 1184 / 1195 / 1269.
Il s'agit d'un anthroponyme employé absolument. Il est possible que Gouffern représente Gulferius, nom d’homme germanique cité par Marie-Thérèse Morlet et porté par des Normands comme Gulferius de Vilereit à la fin du XIe siècle et Gufer de Chauvincourt en 1218. Il subsiste dans les actuels patronymes Goulfier et Gouffier. Cependant, si le -n final de certaines formes anciennes et de la forme actuelle Gouffern n'est pas postiche, il peut s'agir d'un autre nom de personne germanique à savoir Wulfern, encore porté comme patronyme en Basse-Saxe (Allemagne),. Gouffern se trouvant au sud de la ligne Joret et au sud de l'isoglosse W- (> V-) / G(u)-, l'évolution Wulfern > Gouffern est phonétiquement régulière. De manière sans doute fortuite l'élément Wulf- de l'anthroponyme signifie « loup » en vieux saxon (allemand Wolf, anglais wolf).

## Historique
De tout temps, la forêt de Gouffern a été divisée en deux parties : la Grande Gouffern au nord et la Petite Gouffern au sud.
La forêt faisait autrefois partie du domaine royal. 
Dès 1757, Jules-David Cromot du Bourg acheta les terres du Bourg-Saint-Léonard enclavées dans cette grande forêt. 
En 1762, il réunit cette terre à la forêt d'Argentan que lui cède le comte d'Eu et en 1767, le marquis d'Armaillé lui vend les comtés d'Argentan et d'Exmes.
En 1776, M. Cromot récupère la totalité de la forêt de Gouffern en échange des comtés d'Argentan et d'Exmes contre le reste de la forêt détenue par le frère du roi.
M. Cromot use alors abusivement de la forêt en coupant les plus beaux arbres de lisière et un certain nombre d'arbres anciens.
La révolution de 1789 fait perdre trace de la forêt de Gouffern pendant près d'un demi-siècle et c'est à cette époque que la Petite Gouffern est séparée en deux parties dont l'une constitue la forêt domaniale actuelle.
Entre 1850 et le début du XXe siècle, la forêt de Petite Gouffern est successivement morcelée par échanges, héritages ou ventes accompagnés d'exploitations abusives provoquant un émoi considérable dans la région.
Afin d'éviter une exploitation à blanc, l'État rachète la forêt de Petite Gouffern en 1935.
La forêt de Grande Gouffern est quant à elle acquise en 1924 mais face à un incendie dévastateur, suivi d'une pullulation de lapins et de la Seconde Guerre mondiale, la majorité de sa surface est plantée de résineux.

## La Pierre levée de Silly en Gouffern
On trouve en lisière de forêt de petite Gouffern, sur la commune de Silly en Gouffern, un menhir monolithe de grès rougeâtre d'une hauteur de 5,4 mètres datant d'environ 5000 ans. Sur la face nord du mégalithe, on trouve plusieurs excavations dont certaines auraient été creusées par la main de l'Homme.
La légende veut que les trous situés à son sommet soient les empreintes de doigts de fées d'où l'autre nom "Pierre levée des fées de Gouffern".
Des sondages autour du monolithe au cours du XIXe siècle auraient révélé une quantité considérable de crânes de loups à son pied.
Les blocs de grès se trouvant à cet endroit seraient les restes d'un dolmen imposant érigé près de la Pierre Levée.
La Pierre levée est classée Monument historique.